# Karangrejo (Arjosari)
Karangrejo is een bestuurslaag in het regentschap Pacitan van de provincie Oost-Java, Indonesië. Karangrejo telt 2394 inwoners (volkstelling 2010).